# Ctenomys sylvanus
El tuco-tuco forestal (Ctenomys sylvanus) es una especie de roedor del género Ctenomys de la familia Ctenomyidae. Habita en el noroeste del Cono Sur de Sudamérica.

## Taxonomía
Esta especie fue descrita originalmente en el año 1919 por el zoólogo británico Oldfield Thomas.
Localidad tipo
La localidad tipo referida es: “Tartagal, Salta, Argentina”.
Caracterización y relaciones filogenéticas
Si bien en el año 1993 Woods la sinonimizó con Ctenomys frater, posteriormente otros autores la elevaron nuevamente a especie plena.
Subespecies
Esta especie se encuentra dividida en 2 subespecies:
- Ctenomys sylvanus sylvanus Thomas, 1919
- Ctenomys sylvanus utibilis Thomas, 1920

## Distribución geográfica y hábitat
Esta especie de roedor es endémica de zonas boscosas de las provincias de Jujuy (sudeste) y Salta (norte), en el noroeste de la Argentina.

## Conservación
Según la organización internacional dedicada a la conservación de los recursos naturales Unión Internacional para la Conservación de la Naturaleza (IUCN), al tener una distribución muy limitada, sufrir algunas amenazas y contarse con muy poca información sobre la misma, la clasificó como una especie “casi amenazada” en su obra: Lista Roja de Especies Amenazadas.